# Гирбові
Гирбові (рум. Gârbovi) — комуна у повіті Яломіца в Румунії. До складу комуни входить єдине село Гирбові.
Комуна розташована на відстані 65 км на північний схід від Бухареста, 53 км на північний захід від Слобозії, 121 км на південний захід від Галаца, 132 км на південний схід від Брашова.

## Населення
За даними перепису населення 2002 року у комуні проживали 4457 осіб.
Національний склад населення комуни:
| Національність | Кількість осіб | Відсоток |
| -------------- | -------------- | -------- |
| румуни         | 4425           | 99,3%    |
| цигани         | 32             | 0,7%     |

Рідною мовою назвали:
| Мова      | Кількість осіб | Відсоток |
| --------- | -------------- | -------- |
| румунська | 4456           | > 99,9%  |
| циганська | 1              | < 0,1%   |

Склад населення комуни за віросповіданням:
| Релігія     | Кількість осіб | Відсоток |
| ----------- | -------------- | -------- |
| православні | 4455           | > 99,9%  |
| адвентисти  | 2              | < 0,1%   |

## Зовнішні посилання
- Дані про комуну Гирбові на сайті Ghidul Primăriilor [Архівовано 5 липня 2010 у Wayback Machine.]